# Fahda bint Asi al Shuraim
Fahda bint Asi al Shuraim (en árabe : الشيخة فهدة بنت العاصي الشريم ), (fallecida en 1930) fue la novena esposa del rey Abdulaziz bin Saúd y madre del rey Abdalá bin Abdulaziz de Arabia Saudita. Hija de Asi bin Shuraim Al Shammari; quien era el jeque de la parte sur de la tribu Shammar, pertenecía a la rama Abde de la misma. 
Se casó por primera vez con Saud bin Abdulaziz, décimo (10°) Emir de la Dinastía Rashid; quien fue asesinado por su primo en 1920. De este matrimonio nacieron Abdulaziz bin Saud bin Abdulaziz Al Rashid (nacido en 1916) y Mishaal bin Saud bin Abdulaziz Al Rashid (nacido en 1918). Tras el asesinato de su marido, Fahda se casó con Abdulaziz bin Saúd. Abdulaziz se casó con ella para eliminar los potenciales problemas que pudiesen causar los rashidis y garantizar que estos fuesen leales al país. El primer hijo de este matrimonio fue Abdalá bin Abdulaziz, sexto rey de Arabia Saudita. Sus otros dos hijos fueron Nuf bint Abdulaziz Al Saud y Seeta bint Abdulaziz Al Saud. Fahda murió alrededor de 1930 cuando Abdalá tenía seis años.
En su honor el Rey Abdalá inauguró en agosto de 2009 la Escuela Secundaria de Fahda bint Asi Al Shuraim en Bouskoura, Marruecos. La escuela está formada por dieciocho aulas para capacitación general, nueve aulas de ciencia, tres aulas para preparación, una biblioteca y áreas especiales para deporte.